# Episodi di South Park (nona stagione)
La nona stagione di South Park , composta da 14 episodi, è stata trasmessa negli Stati Uniti, da Comedy Central, dal 9 marzo al 7 dicembre 2005.
L'edizione italiana è stata trasmessa su Paramount Comedy dal 3 marzo 2006.
Tutti gli episodi sono stati scritti e diretti da Trey Parker.
| nº | Titolo originale                       | Titolo italiano                          | Prima TV USA     |
| -- | -------------------------------------- | ---------------------------------------- | ---------------- |
| 1  | Mr. Garrison's Fancy New Vagina        | La nuova lussuosa vagina di Mr. Garrison | 9 marzo 2005     |
| 2  | Die Hippie, Die                        | Muori hippie, muori                      | 16 marzo 2005    |
| 3  | Wing                                   | Il bullismo                              | 23 marzo 2005    |
| 4  | Best Friends Forever                   | Migliori amici per sempre                | 30 marzo 2005    |
| 5  | The Losing Edge                        | Il vantaggio sprecato                    | 6 aprile 2005    |
| 6  | The Death of Eric Cartman              | La morte di Eric Cartman                 | 13 aprile 2005   |
| 7  | Erection Day                           | Il giorno delle erezioni                 | 20 aprile 2005   |
| 8  | Two Days Before the Day After Tomorrow | Due giorni prima di dopodomani           | 19 ottobre 2005  |
| 9  | Marjorine                              | Marjorine                                | 26 ottobre 2005  |
| 10 | Follow That Egg!                       | Segui quell'uovo!                        | 2 novembre 2005  |
| 11 | Ginger Kids                            | Pel di carota                            | 9 novembre 2005  |
| 12 | Trapped in the Closet                  | Intrappolato nello stanzino              | 16 novembre 2005 |
| 13 | Free Willzyx                           | Free Willy-X                             | 30 novembre 2005 |
| 14 | Bloody Mary                            | Bloody Mary                              | 7 dicembre 2005  |

## La nuova lussuosa vagina di Mr. Garrison
- Titolo originale: Mr. Garrison's Fancy New Vagina

### Trama
Il signor Garrison ottiene quello che ha sempre sognato: un cambio di sesso. Ciò porta tutti ad abusare della chirurgia estetica, come Gerald, che si fa modificare per diventare un delfino, e Kyle, che diventa nero per poter giocare a basket.

## Muori hippie, muori
- Titolo originale: Die Hippie, Die

### Trama
Cartman ha iniziato una campagna di pulizia della città dagli hippy, che lui detesta irragionevolmente. Inizia quindi a catturarli e a rinchiuderli nella sua cantina, ma per questo viene arrestato. Intanto anche Kyle, Stan e Kenny vengono attratti dalla cultura hippie, dopo che un gruppo di universitari gli ha spiegato che le multinazionali controllano il mondo e sono interessate solo al guadagno.
Dopo che il sindaco ha dato il permesso, parte l'hippie jam music festival, che in pochi giorni raggiunge i venti chilometri di diametro. I cittadini, resisi conto dell'errore commesso, implorano Cartman di aiutarli ad uccidere gli hippie ma questi accetta solo con la promessa di una ruspa radiocomandata Tonka; il sindaco arriva perfino a spararsi (sopravviverà e riapparirà più tardi nello stesso episodio). Ben presto Stan, Kyle e Kenny si rendono conto che il festival hippie non serve a combattere le multinazionali, ma è solo una copertura per stare tutto il giorno a drogarsi.
Intanto Cartman mette insieme una squadra per fermare gli hippie formata da uno scienziato, Randy Marsh, padre di Stan, che in realtà è un geologo, un ingegnere, Linda Stotch, madre di Butters, ed una "persona di colore che si sacrifichi se qualcosa va storto", Chef, e costruisce una megatrivella in grado di perforare la massa di hippie per mettere un CD degli Slayer, perché "gli hippie odiano il death metal", riuscendo così a liberare la città.

## Il bullismo
- Titolo originale: Wing

### Trama
I ragazzi iniziano un'agenzia di talenti nella speranza di fare soldi col talento canoro di Token.
- Guest star: Wing (se stessa), Lou Rawls (voce canora di Tolkien)

## Migliori amici per sempre
- Titolo originale: Best Friends Forever

### Trama
Questo episodio cita in parte il caso di Terri Schiavo. Kenny è la prima persona in città ad avere una PlayStation Portable, e ci gioca tutto il tempo. Un giorno, mentre si trova a giocare in giardino, viene investito da un camion dei gelati e muore. In paradiso gli viene detto che la PSP è stata creata da Dio per scegliere un aiutante nella battaglia contro il male, e che Dio ha scelto proprio Kenny. Però all'ultimo momento Kenny viene riportato in vita dagli abitanti di South Park, che lo collegano a un tubo in stato vegetativo permanente.
I ragazzi vengono convocati nello studio di un notaio, il quale legge loro le ultime volontà di Kenny. Il ragazzo ha lasciato a Cartman (per pietà) la sua nuova PSP e a Stan e Kyle va tutto il resto dei suoi averi. Tuttavia, il notaio non trova l'ultima pagina del testamento, in cui Kenny spiegava le sue volontà in caso fosse ridotto ad uno stato vegetativo. La lettura del testamento viene comunque interrotta dall'annuncio che Kenny è ancora vivo.
Mentre l'esercito infernale si avvicina sempre di più alle porte del paradiso, gli angeli hanno bisogno che Kenny muoia per contrattaccare. Nel frattempo, Cartman rivendica il suo status di APS ("Amico Per Sempre") nei confronti di Kenny alla Corte Suprema del Colorado, esibendo la prima metà del medaglione degli APS. Dopo aver verificato che Kenny indossa l'altra metà del medaglione, Cartman riesce ad ottenere l'autorità per far rimuovere il tubo di alimentazione da Kenny e farlo quindi morire. Stan e Kyle, insieme ai genitori di Kenny e ad altri manifestanti, intraprendono una guerra di massa per far rimettere in funzione il tubo e "salvare" Kenny, mentre Cartman arruola i sostenitori dei diritti degli APS per rimuovere il tubo. Questa battaglia arrita l'attenzione di tutti i media nazionali.
Dopo una lunga e intensa campagna mediatica in diretta TV, le due parti stanno discutendo nella stanza di ospedale di Kenny, quando il suo avvocato annuncia di aver ritrovato l'ultima pagina del testamento. Il desiderio di Kenny era quello di, se mai si fosse trovato in stato vegetativo, non essere assolutamente, per nessun motivo al mondo, mostrato in quelle condizioni sulla TV nazionale. Ironia della sorte, entrambe le parti si rendono conto che entrambi i gruppi non solo hanno trasformato una questione privata in uno spettacolo pubblico, ma hanno anche mancato di rispetto alle ultime volontà di Kenny, e decidono di lasciarlo morire in pace.
Kenny ritorna in paradiso appena in tempo per guidare gli angeli alla vittoria. La battaglia non viene mostrata, ma viene descritta, e si conclude con alcuni angeli sopravvissuti che festeggiano (senza troppa vivacità). Come premio per le sue gesta, Kenny riceve una statua d'oro gigante di Keanu Reeves.

## Il vantaggio sprecato
- Titolo originale: The Losing Edge

### Trama
I ragazzi provano a perdere di proposito le partite estive di baseball, in modo da non essere costretti a giocare tutta l'estate. Tuttavia, nonostante i vari tentativi, i ragazzi riescono ad arrivare in finale mentre Randy, padre di Stan Marsh, non riesce a smettere di ubriacarsi e di azzuffarsi con altri genitori quando va a vedere le partite del figlio. Durante ogni partita Randy si picchia con un genitore della squadra avversaria e, quando i ragazzi passano alla Lega Nazionale, inizia un allenamento che è la parodia di Sylvester Stallone in Rocky. Nell'ultima partita la squadra di South Park, in vantaggio, sarà squalificata per una rissa scatenata da Randy che, ovviamente, diventerà l'idolo di tutti i ragazzi. In questo episodio il viso di Kenny McCormick è visibile quasi totalmente dato che il cappellino che indossa copre solamente un angolo del viso.
- Guest star: Diedrich Bader (Bat Dad)

## La morte di Eric Cartman
- Titolo originale: The Death of Eric Cartman

### Trama
Eric, Kyle, Kenny e Stan sono a casa di quest'ultimo mentre aspettano impazienti che Sharon Marsh torni a casa con il pollo fritto del fast food Kentucky Fried Chicken. Quando la madre di Stan arriva con il cibo, prima di mangiare chiede ai ragazzi di aiutarla a portare la spesa. Eric però resta in cucina e mangia la pelle di ogni pezzo di pollo fritto nel contenitore, per poi andarsene subito a casa. Gli altri tre sono così irritati dal comportamento di Cartman che decidono di ignorarlo totalmente. Anche a scuola i compagni di classe seguono il loro esempio. Eric, incapace di capire che tutti lo stanno evitando di proposito, pensa di essere morto di indigestione e di essere diventato un fantasma. In seguito a una serie di circostanze, Cartman si convince ancora di più di essere morto fino a quando Butters, essendo l'unico a non essere stato avvertito della messa in scena, saluta Eric mentre lo vede camminare disperato davanti a casa sua. Cartman, molto sorpreso del fatto che lui lo possa vedere e sentire, gli spiega di essere deceduto, ma di non sapere perché si trova ancora sulla Terra sotto forma di spettro. Dapprima Butters ha una reazione esagerata e dice ai genitori di essere come il protagonista di The Sixth Sense - Il sesto senso, ovvero di vedere la gente morta. I genitori non credono al figlio e invece di tranquillizzarlo, lo spaventano ancora di più.
Nonostante ciò, Eric gli chiede l'aiuto, non riuscendo a capire perché non si trovi in paradiso. Allora Butters suggerisce che dovrebbe espiare i propri peccati facendo una buona azione per riparare a ognuno di essi. Insieme a Butters stila una lista di tutte le azioni orribili che ha compiuto durante la sua breve vita, quindi manda un cesto regalo di scuse a tutti coloro che sono stati vittime della sua perfidia. Quando anche questa volta non riesce a trapassare, Eric distrugge per la rabbia la camera di Butters con una mazza da baseball e scappa prima che arrivino i genitori. Questi ultimi, sentendo dire dal figlio che è stato un fantasma, chiamano un dottore che diagnostica a Butters una grave forma di schizofrenia causata da un trauma infantile. Viene portato al centro di igiene mentale, dove viene sottoposto a una serie di terribili esami, tra cui l'essere sodomizzato da una sonda anale per 14 ore. Butters viene convinto dal medico che la sua mente ha inventato il fantasma per rimuovere dei ricordi traumatici del suo passato. Eric però irrompe anche nell'ospedale per chiedere di portarlo da una medium. Quando si presentano da quest'ultima, rivela che probabilmente Dio ha voluto che Eric rimanesse ancora tra i vivi con lo scopo di utilizzarlo per evitare un evento tragico.
Al telegiornale sentono che tre serial killer evasi hanno preso in ostaggio delle persone nella sede della Croce Rossa. Cartman pensa subito che sia la sua occasione, perciò, ignaro di essere visibile a tutti, entra con noncuranza nell'edificio. Qui, sotto gli occhi dei criminali visibilmente confusi e perplessi, si mette ad ululare, a suonare campane e ad agitare oggetti, in modo da simulare i poltergeist. Così distratti, i serial killer non fanno caso a Butters che intanto ha liberato gli ostaggi. La polizia ha l'occasione di catturare i criminali e i due bambini vengono considerati degli eroi. Proprio mentre Cartman tenta nuovamente di dissolversi, Stan, Kyle, Kenny, Clyde, Jimmy e Token gli rivolgono la parola congratulandosi per l'atto di eroismo che ha compiuto. Dopo aver finalmente compreso che gli altri lo stavano solamente ignorando, Cartman si accanisce contro Butters accusandolo di averlo convinto di essere uno spettro e giurandogli vendetta. Alla fine Butters, ancora confuso, viene ricondotto alla clinica dai suoi genitori per essere nuovamente sodomizzato.

## Il giorno delle erezioni
- Titolo originale: Erection Day

### Trama
Il piccolo Jimmy ha da qualche tempo delle erezioni involontarie e premature, che avvengono quando Jimmy è al centro dell'attenzione. Imbarazzato da ciò, teme di non poter partecipare al talent show della scuola e così chiede aiuto a Butters (l'unica persona che non lo prenderebbe in giro). Butters spiega che per far passare un'erezione bisogna infilare il pene eretto in una vagina, e dopo qualche tempo questo "starnutirà del latte" e l'erezione sparirà. Jimmy decide che se non vuole avere un'erezione sul palco, dovrà avere un rapporto sessuale prima dello show.
Con l'aiuto di Cartman, riesce a fissare un appuntamento con una ragazzina di nome Shauna, ma rovina tutto quando rivela le sue intenzioni alla ragazza. Così, su suggerimento dell'ispettore Barbrady, Jimmy si reca al quartiere a luci rosse di South Park, sperando di riuscire a copulare. Intanto, il talent show comincia.
Dopo una sfilza di brutte esibizioni (includendo Butters che si fa la pipì addosso non ricordando le parole di una canzone e Cartman che ricalca accuratamente il personaggio di Tony Montana nel remake del 1983 Scarface), Jimmy riesce a prendere una prostituta obesa e la porta a cena, ma il suo pappone crede che lei lo stia tradendo e inizia una lotta con Jimmy. Alla fine Jimmy riesce a copulare con la prostituta, ma ha comunque un'erezione sul palco.

## Due giorni prima di dopodomani
- Titolo originale: Two Days Before the Day After Tomorrow

### Trama
Cartman e Stan, guidando un motoscafo, rompono accidentalmente la più grande diga di castori del paese allagando la sottostante città di Beaverton e costringendo gli abitanti sui tetti.
Il giorno dopo, i media riportano episodi di stupro, saccheggio e cannibalismo, anche se non hanno visto nulla di tutto ciò e stimano i morti nell'ordine dei 100 milioni nonostante Beaverton conti 8 000 abitanti.
Nessuno cerca di prestare aiuto alla popolazione ma si concentrano, piuttosto, sull'individuare un colpevole. La colpa così ricade su George W. Bush, sui terroristi, sul sindaco e sugli ambientalisti, ma alla fine gli scienziati giungono (senza prove) alla conclusione che è colpa del riscaldamento globale.
La notizia crea panico nella massa e tutti scappano rifugiandosi nel centro della comunità, pensando che fuori ci sia un'era glaciale e che morirebbero se uscissero. Stan, dopo aver confessato a Kyle di aver rotto la diga, parte con questo e Cartman per soccorrere gli abitanti di Beaverton ma, una volta arrivati là, si schiantano con la barca contro un serbatoio di petrolio, incendiando la zona. Randy Marsh, Gerald Broflovski e Stephen Stoch, intanto, sfidano quelle che credono temperature polari per cercare i ragazzi, mentre il Pentagono annuncia di aver trovato la causa dell'inondazione: gli uomini granchio, ed invia degli elicotteri per aiutare la città e salvare i ragazzi. Quando, alla fine, Stan tenta di confessare, gli altri abitanti di South Park interpretano il «Ho rotto io la diga» come un invito ad un esame di coscienza e tutta la città inizia a ripetere «Ho rotto io la diga».

## Marjorine

### Trama
Cartman raduna i ragazzi della scuola nel suo seminterrato e mostra loro un video in cui ha ripreso le ragazze che usano un giochino di carta per predire il futuro. Non sapendo che si tratta solo di un gioco, Cartman crede che le ragazze possiedano un dispositivo segreto in grado di prevedere il futuro e dice agli altri ragazzi che dovranno cercare di rubarlo.
Cartman scopre che Heidi darà una festa per sole ragazze dove, sicuramente, verrà usato il dispositivo. Così, decide di far travestire uno di loro da ragazza che si è appena trasferita a South Park, la quale si farà invitare alla festa e ruberà il dispositivo non appena possibile. La scelta ricade su Butters. Per non far insospettire le ragazze, i ragazzi decidono di fingere la morte di Butters, portandolo sul tetto di un grattacielo e facendolo gridare alla folla radunata sotto (tra cui i signori Stotch) di volersi buttare. In realtà, i ragazzi buttano di sotto la carcassa di un maiale vestito come Butters, che si spiaccica al suolo. Al funerale di Butters (con i resti del maiale nella bara), Linda Stotch diventa completamente isterica per il dolore, gettandosi sulla bara e urlando, mentre Stephen la trattiene.
La mattina dopo, Butters si presenta a scuola vestito da bambina e la Signora Garrison lo presenta alla classe con il nome di Marjorine. Butters, non sapendo come comportarsi ad una festa di sole ragazze, è piuttosto imbarazzato. Mentre le ragazze giocano a "Leggero come una piuma, duro come un muro", gioco che consiste nel far levitare una delle ragazze, Butters va in panico e urla alle ragazze che sono delle streghe. Le ragazze lo insultano sul suo abbigliamento e il suo corpo e Butters si offende, rinchiudendosi nel bagno di Heidi a piangere. In seguito, Wendy e Bebe affermano che probabilmente sono state troppo cattive con Marjorine, convincendo le altre ragazze, e propongono a Butters di aiutarlo con l'abbigliamento e il trucco, riuscendo a farlo uscire dal bagno. Dopo il makeover, le ragazze iniziano a ballare.
Nel frattempo, Linda è ancora sconvolta dalla "morte" di suo figlio, con grande angoscia di Stephen. Ad un certo punto, un contadino suona alla porta degli Stotch e avverte Stephen di non seppellire il corpo di Butters nel vecchio cimitero indiano, informandolo che quello che potrebbe uscire dal terreno non è quello che viene seppellito (un riferimento al film Pet Sematary), nonostante Stephen non fosse stato a conoscenza di questo cimitero indiano prima della visita del contadino. Tuttavia, Stephen decide di fare esattamente ciò che il contadino gli ha sconsigliato di fare: riesuma i resti di "Butters" e li seppellisce nell'antico cimitero indiano, nella speranza di poter riportare in vita suo figlio.
Dopo non aver più ricevuto notizie di Butters da casa Turner, i ragazzi (appostati all'esterno) lo controllano spiando dalla finestra, per scoprire che Butters si sta divertendo mentre balla. Il padre di Heidi vede Craig, che sta usando un binocolo per osservare la situazione. Butters, pensando di essere stato scoperto, ruba velocemente il dispositivo dalle ragazze e corre fuori. Non capendo cosa è appena accaduto, Heidi chiede semplicemente un foglio di carta in modo da costruire un altro giochino. Butters dà il dispositivo agli altri ragazzi, prima di andare a casa per dire ai suoi genitori che non è davvero morto. I ragazzi decidono che il dispositivo ha un potere troppo grande e pericoloso per loro e incaricano Kenny di farlo esplodere. L'esplosione risultante è talmente grande da essere visibile dallo spazio.
Stephen confessa a Linda quello che ha fatto. Ora, i due sono convinti che Butters tornerà come un demone. Quando il ragazzo si presenta, i suoi genitori lo chiudono nel seminterrato, dove lo tengono legato con delle catene. Quando Butters dice loro che ha fame, i loro genitori uccidono una commessa di nome Rachel e buttano il cadavere nel seminterrato con Butters, credendo che il figlio ora mangi solo carne umana. Invece, Butters chiede semplicemente degli spaghetti al sugo, ma i suoi genitori chiudono la porta e lo lasciano solo al buio.

## Segui quell'uovo!
- Titolo originale: Follow That Egg!

### Trama
Durante una lezione sulla responsabilità familiare, la signora Garrison divide i ragazzi in coppie e gli assegna un uovo che dovranno accudire come un figlio. Con grande orrore di Stan, la sua ex-ragazza Wendy viene messa in coppia con Kyle, mentre lui è con Bebe. Questo causa tensioni perché Stan pensa ingiustamente che Kyle voglia impressionare Wendy (mentre Kyle vuole semplicemente un bel voto) e Bebe è irritata dall'indifferenza di Stan riguardo al progetto.
Nel frattempo Garrison viene a sapere che il suo ex, il signor Maso (che l'aveva lasciato dopo il cambio di sesso) si è messo con Gran Gay Al, e che i due si sarebbero sposati non appena il governatore del Colorado avesse firmato la legge a favore dei matrimoni omosessuali. Furiosa, Garrison decide di far bloccare la legge, e si reca dal governatore per protestare con un gruppo di persone.
Quando il governatore chiede a Garrison uno studio sui matrimoni omosessuali per respingere la legge, questi cambia le coppie mettendo Stan con Kyle (la cui amicizia è in piena crisi) e Wendy con Bebe, allo scopo di dimostrare che due persone dello stesso sesso non possono formare una famiglia, ma le cose non vanno come previsto ed assume un sicario affinché distrugga l'uovo di Stan e Kyle, mentre a Cartman, che lo ha rotto, gliene dà uno nuovo.
Il giorno seguente Garrison presenta i risultati dello studio al governatore, ma l'uovo rotto dal sicario è uno falso perché, visti i non buoni rapporti tra i due, Kyle aveva dato un uovo falso a Stan; quindi quello vero era ancora intero. Dopo essersi riappacificati, Stan e Kyle si recano dal governatore e nonostante il sicario di Garrison faccia di tutto per impedirglielo, i due arrivano malconci, ma con l'uovo intatto. Così la legge passa, il sig. Maso e Gran Gay Al convolano a nozze e Stan trova il coraggio di mandare a quel paese la sua ex-ragazza.
- Guest star: John Hansen (Signor Maso)

## Pel di carota
- Titolo originale: Ginger Kids

### Trama
Cartman, allo scopo di colpire Kyle, fa una presentazione in classe di un progetto molto offensivo verso le persone con i capelli rossi e le lentiggini, i cosiddetti "pel di carota", accusandoli di essere delle creature senz'anima e che non sopportano la luce solare, al pari dei vampiri. Dopo il suo discorso, Kyle, Stan e Kenny notano che la presentazione di Cartman ha influito sugli altri ragazzi, che ora hanno pregiudizi nei confronti dei pel di carota, arrivando addirittura a buttarli fuori dalla mensa.
Per insegnare a Cartman il rispetto per gli altri, Stan, Kyle e Kenny decidono di tingere nottetempo i capelli di Cartman di rosso e di disegnargli delle lentiggini in faccia. Quando Cartman lo scopre pensa di essere affetto da "carotismo" e di essere diventato un pel di carota per sempre. Anche se passato dalla parte dei discriminati, Cartman non impara nulla e crea il "Movimento Separatista dei Pel di Carota" che usa Ron Howard (e nella versione italiana anche Aldo Biscardi) come simbolo di orgoglio rosso.
Cartman finisce con guidare una ribellione di tutti i pel di carota della città allo scopo di conquistare il mondo. Spinti da Cartman, i pel di carota iniziano a compiere atti violenti, ed arrivano persino a rapire tutti i bambini di South Park per scioglierli nella lava, ma Kyle prima che ciò avvenga rivela a Cartman la verità, costringendolo così ad annullare la strage. Inizialmente, i pel di carota sono sospettosi di questo rapido cambiamento di opinione, ma Cartman li placa cantando una canzone. I pel di carota iniziano a liberare i prigionieri, mentre Kyle dice a Cartman che è uno "stronzo manipolatore", cosa che Cartman afferma essere vera.

## Intrappolato nello stanzino
- Titolo originale: Trapped in the Closet

### Trama
Stan viene avvicinato da dei membri di Scientology, che lo convincono a fare un test della personalità ideato da loro. Poiché il test lo definisce "infelice", Stan viene convinto a unirsi alla chiesa sotto pagamento. A causa di una serie di circostanze, i capi della chiesa lo scambiano per la reincarnazione del fondatore Ron Hubbard e lo scelgono come loro nuovo leader. La casa dei Marsh viene così presa d'assalto dagli adepti della chiesa, e Tom Cruise si nasconde nello sgabuzzino della camera di Stan rifiutandosi di uscire. L'intera città viene coinvolta nel tentativo di far uscire Tom Cruise dallo sgabuzzino. John Travolta, un altro famoso seguace di Scientology, viene chiamato per cercare di far ragionare Cruise, ma finisce anche lui per rinchiudersi nello sgabuzzino. Anche R. Kelly si rinchiude nello sgabuzzino di Stan.
I capi della chiesa raccontano a Stan in cosa consiste il credo della religione e gli chiedono di guidarli. Inizialmente le riforme di Stan piacciono al presidente della chiesa, ma quando il ragazzo suggerisce che gli adepti debbano smettere di pagare, questi si infuria e gli rivela che in realtà Scientology è una gigantesca truffa su scala mondiale, fatta allo scopo di guadagnare soldi. Il giorno dopo Stan tenta di raccontare la verità ai fedeli, questi non gli credono e se ne vanno, minacciando ritorsioni legali, ma Stan risponde così: «avanti fatelo, i miei autori sono nei titoli di coda, denunciateli!»
In seguito a questa frase l'episodio si conclude e partono i titoli di coda, durante i quali chiunque abbia collaborato alla realizzazione è accreditato con il nome di John Smith (se maschio) e Jane Smith (se femmina).

## Free Willy-X
- Titolo originale: Free Willzyx

### Trama
I ragazzi sono in visita a un parco SeaWorld, e si imbattono in un'orca di nome Jambu che fa da attrazione. Kyle, più incuriosito degli altri bambini dall'animale, rimane ad osservarlo e gli sembra che il cetaceo gli stia parlando. In realtà la voce appartiene a uno degli impiegati del parco, tal Brian, che insieme al suo amico Mike fa spesso questo scherzo per divertimento. Brian, nei panni di Jambu, dice a Kyle che desidera andare nello spazio, gli spiega che il suo vero nome è Willzyx e che se non torna sulla luna, la sua dimora, morirà.
I ragazzi chiamano tutti i loro amici e di notte rapiscono l'orca e la nascondono nella piscina di Clyde Donovan. Alla scoperta della sparizione dell'orca, lo staff dell'acquario chiama la polizia, che trova una nota dei ragazzi in cui spiegano che riporteranno l'orca sulla luna. Brian e Mike capiscono cosa è successo e iniziano a rintracciare il gruppo di ragazzi.
Kyle chiama il Governo russo per chiedere quanto costa spedire Jambu sulla luna e i russi affermano di volere 20 milioni di dollari. Non potendo ovviamente pagare questa somma, Kyle cerca di far leva sui loro sentimenti, ma i russi credono che sia uno scherzo di George Bush. Così, i ragazzi decidono di chiedere ad un altro paese in via di sviluppo. Intanto all'acquario, i manifestanti del Fronte di liberazione animale si riuniscono per sostenere la liberazione dell'orca. Nel frattempo, Brian e Mike stanno cercando l'orca a South Park, quando notano la staccionata rotta e la piscina abbandonata nel cortile di Clyde e, osservando le feci dell'animale nella piscina, capiscono che i ragazzi si sono spostati. Infatti, l'orca è ora nella camera di Kyle, dove i ragazzi la stanno tenendo bagnata. Kyle telefona ai giapponesi, mentre Jimmy, Timmy e Tweek sono all'ambasciata cinese, ma ogni paese ha comunque un prezzo troppo elevato. Stan e Craig sono in Messico, dove scoprono che la MASA ("Mexican Aeronáutica y Spacial Administración") porterà l'orca sulla luna per soli 200 dollari. Brian e Mike scoprono che i ragazzi stanno andando a Tijuana.
Mentre i ragazzi sono diretti a Tijuana, Brian e Mike riescono a fermarli e cercano di dire loro la verità, ma vengono interrotti dalla polizia. Tuttavia, gli animalisti arrivano e iniziano a sparare contro i poliziotti e Mike e uno degli agenti di polizia vengono uccisi. Il leader degli animalisti si mette alla guida del furgone con l'orca per aiutare i ragazzi ad arrivare in Messico. Arrivati in Messico, i ragazzi riescono a mettere Jambu in acqua, mentre il gestore dell'acquario, la polizia e altri spettatori si radunano. Gli animalisti celebrano la vittoria, ma quando il missile viene lanciato nello spazio e l'orca è attaccata ad esso, tutti si rendono conto di ciò che i ragazzi avevano intenzione di fare. A casa, i ragazzi sono felici e festeggiano il loro successo. Sulla luna, viene mostrata l'orca morta asfissiata, mentre i titoli di coda passano silenziosamente su questa scena.

## Bloody Mary

### Trama
La statua della Vergine Maria sita poco lontano da South Park ha iniziato a sanguinare dal sedere. Così, tutti gli adulti di South Park iniziano a rivolgersi a lei per dei miracoli e guarigioni. Specie Randy, che dopo aver perso la patente per guida in stato d'ebbrezza, si convince di essere "malato" di alcolismo. Alla fine, dopo una visita del papa Benedetto XVI, la statua perderà la sua fama, venendo il miracolo liquidato come un normale ciclo mestruale.